# Maria Teresa Horta
Maria Teresa Horta (Lisbona, 20 maggio 1937 – Lisbona, 4 febbraio 2025) è stata una scrittrice e poetessa portoghese.

## Biografia
Studiò lettere e filosofia presso l'Università di Lisbona e fece parte del Movimento Femminista del Portogallo con le scrittrici Maria Isabel Barreno e Maria Velho da Costa. Collaborò con varie riviste, in particolare Poesia 61 e Il diario di Lisbona.

## Opere
- Espelho Inicial (1960)
- Tatuagem (1961)
- Cidadelas Submersas (1961)
- Verão Coincidente (1962)
- Amor Habitado (1963)
- Candelabro (1964)
- Jardim de Inverno (1966)
- Cronista Não é Recado (1967)
- Minha Senhora de Mim (1967)
- Ambas as Mãos sobre o Corpo (1970)
- Novas Cartas Portuguesas (1971)
- Ana (1974)
- Poesia Completa I e II (1983)
- Os Anjos (1983)
- O Transfer (1984)
- Ema (1984)
- Minha Mãe, Meu Amor (1984)
- Rosa Sangrenta (1987)
- Antologia Política (1994)
- A Paixão Segundo Constança H. (1994)
- O Destino (1997)
- A Mãe na Literatura Portuguesa (1999)
- Vozes e Olhares do Feminimo